# Литтон, Джон, 5-й граф Литтон
Джон Питер Майкл Скоэн Литтон, 5-й граф Литтон, 18-й барон Уэнтворт (англ. John Peter Michael Scawen Lytton, 5th Earl of Lytton, 18th Baron Wentworth; род. 7 июня 1950) — британский пэр, политик и эксперт по недвижимости. В период с 1951 по 1985 год он носил титул учтивости — виконт Небуорт.

## Ранняя жизнь
Родился 7 июня 1950 года. Старший сын Ноэля Литтона, 4-го графа Литтона (1900—1985), и Клариссы Мэри Палмер (1916—2006).
Он потомок поэта и авантюриста лорда Байрона через его дочь Аду Лавлейс (1815—1852), которая, возможно, была первым в мире компьютерным программистом. Её дочь Энн (1837—1917) вышла замуж за поэта Вильфрида Скауэна Блента (1840—1922); их дочь Джудит Блант-Литтон была матерью Ноэля и, следовательно, бабушкой Джона. Кроме того, он является потомком Эдварда Булвер-Литтона.
Он получил образование в школе Даунсайд и окончил Университет Рединга со степенью бакалавра с отличием в области управления недвижимостью в 1972 году.

## Карьера
Проведя тринадцать лет в Управлении оценки внутренних доходов и несколько дополнительных лет в геодезических фирмах Permutt Brown & Co и Cubitt & West, Джон Литтон основал практику John Lytton & Co., Chartered Surveyors, в январе 1988 года.
18 января 1985 года после смерти своего отца Джон Литтон унаследовал титулы 5-го графа Литтона, 5-го виконта Небуорта из Небуорта, 6-го баронета Булвера из Небуорта, 6-го барона Литтона из Небуорта и 18-го лорда Уэнтворта. Он потерял свое место в Палате лордов после принятия Закона Палаты лордов 1999 года. Тем не менее, 11 мая 2011 года он выиграл наследственные дополнительные выборы пэра и восстановил свое место там, где он сидит как независимый депутат (то есть беспартийный).
Лорд Литтон принял близко к сердцу свое байроническое происхождение и внес свой вклад в обзор Newstead Byron Society Review . Он также выступал перед Обществом Байрона по истории своей семьи.
Кроме того, он теперь работает неполный рабочий день в строительной отрасли и является покровителем Chartered Association of Building Engineers.

## Семья
7 июня 1980 года лорд Литтон женился на Урсуле Александре Комоли, дочери Антона Комоли из Вены, Австрия. У супругов трое детей:
- Леди Катрина Мэри Ноэль Литтон (род. 1985)[2]
- Филип Энтони Скоэн Литтон, виконт Небуорт (род. 7 марта 1989)[2], старший сын и преемник отца
- Достопочтенный Уилфрид Томас Скоэн Литтон (род. 8 января 1992)[2].

Он унаследовал Newbuildings Place в 1984 году от своей тети, леди Энн Литтон. Его двоюродные братья владеют фамильным поместьем Небуорт-хаус. Он заместитель лейтенанта Западного Суссекса.